# Tenis en España

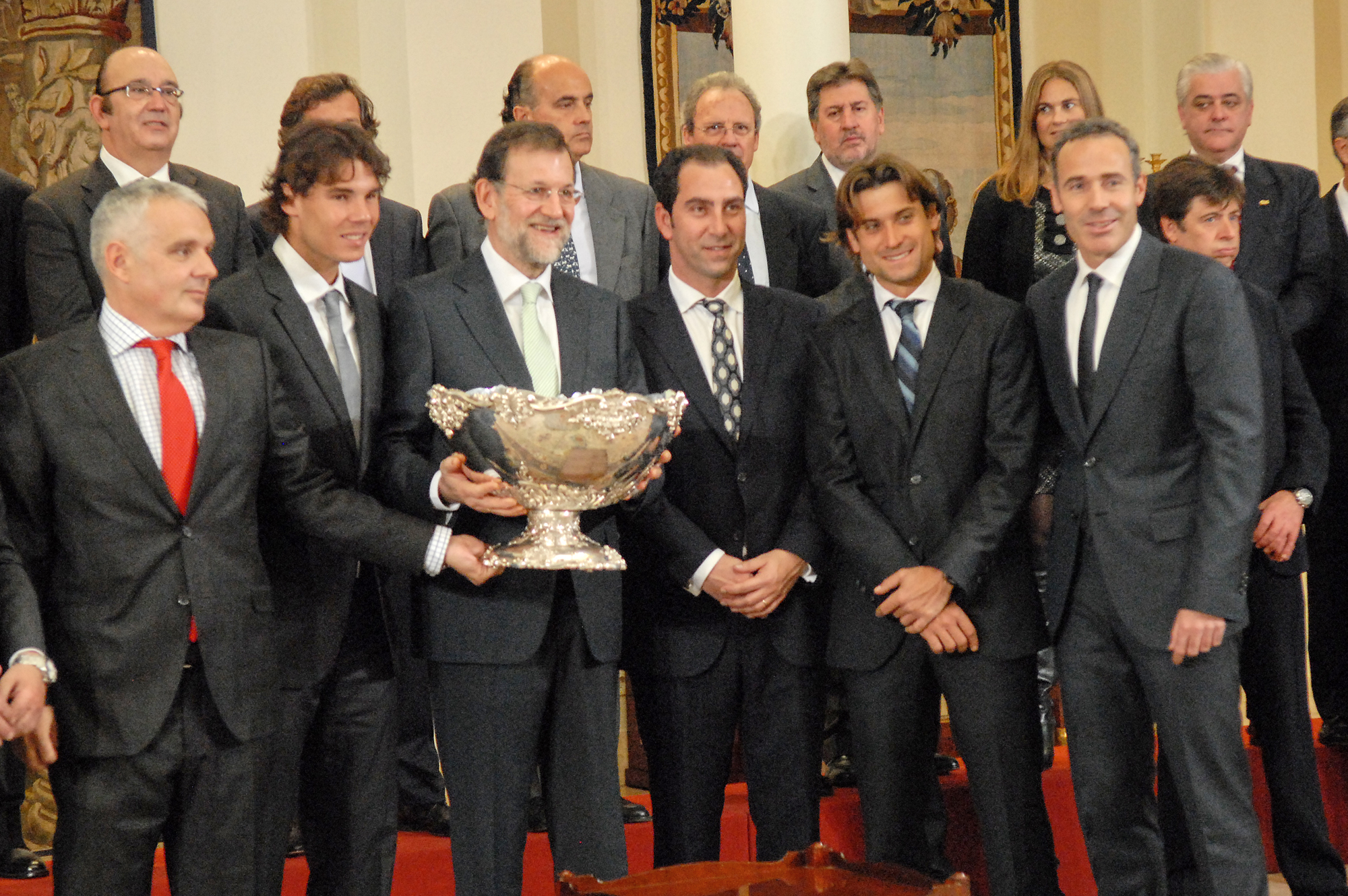
El presidente Mariano Rajoy, junto a Rafael Nadal, David Ferrer, Álex Corretja y Albert Costa, celebrando la Copa Davis obtenida en 2011.

El tenis de España tiene una nutrida historia que cuenta con significativos logros tanto a nivel individual como nacional. Predominan las canchas con superficie de arcilla de polvo de ladrillo.

## Historia
A nivel masculino, la historia del tenis español se remonta a principios del siglo XX, siendo una figura clave Manuel Alonso de Areyzaga, deportista multidisciplinar vinculado al Athletic de Madrid (club impulsor del tenis estos primeros años, siendo también integrantes del mismo otros pioneros como Manolo Pérez Seoane, Conde de Gomar -integrante junto con el anterior del primer equipo de Copa Davis de España- o, ya en modalidad femenina, Pepa Chávarri), quien tras proclamarse varias veces campeón de España (la competición más antigua del país, inaugurada en 1910) alcanzaría la final de los aspirantes en el Torneo de Wimbledon de 1921, lo cual le sirvió para convertirse en el primer tenista español en formar parte del Hall of Fame.
Los primeros éxitos llegan a finales de la década de 1950, aún era amateur, cuando Manuel Santana gana los primeros torneos de Grand Slam para España, dando lugar a una primera generación de tenistas con relevancia internacional. Instaurada ya la era abierta, surge una segunda generación compuesta principalmente por Manuel Orantes y José Higueras, quienes logran alzarse con una gran cantidad de títulos (33 y 16 respectivamente), manteniéndose en el Top 10. También se dio la circunstancia de que Andrés Gimeno, perteneciente a la primera generación, conquistó en el periodo de rendimiento de la segunda su primer Grand Slam.
Tiempo después surgió una tercera generación que destacó por la proliferación de tenistas españoles entre los primeros lugares del ranking, pavimentando la posterior consolidación de España como potencia mundial tenística. Esta tercera generación tiene como inicio tenistas de la talla de Juan Aguilera, Emilio Sánchez (N.º 1 en dobles en 1989) o Carlos Costa, desembocando en la figura de Sergi Bruguera quien ganaría en dos ocasiones el torneo de Roland Garros, la segunda de ellas en 1994 al también español Alberto Berasategui. Coincidiendo en el tiempo con esta tercera generación masculina, surge una primera generación femenina de tenistas de éxito, liderada por Arantxa Sánchez Vicario y Conchita Martínez.
Con el cambio de siglo, en el año 2000, el equipo español de Copa Davis consigue el hito de alzarse con su primera Copa Davis de la mano de jugadores como Juan Carlos Ferrero, Álex Corretja o Albert Costa, hazaña que lograría repetir en varias ocasiones posteriores. Esta cuarta generación es capaz de colocar a dos jugadores españoles en lo más alto del ranking mundial (Carlos Moyá y Juan Carlos Ferrero), a lo que se une la consecución de 3 títulos más de Roland Garros por parte de tenistas españoles.
No obstante, el ascenso del tenis español no queda ahí. Inmediatamente después surge una nueva generación liderada por un joven Rafael Nadal que seguirá conquistando títulos y sumando tenistas al top 10 del ranking mundial (David Ferrer, Tommy Robredo, Fernando Verdasco, Nicolás Almagro o Roberto Bautista). Gracias a Rafael Nadal, el tenis español alcanza su máximo auge con la consecución de 22 Grand Slams, 14 de ellos en Roland Garros lo que le convierte en el mejor tenista de todos los tiempos en pista de tierra batida.
A pesar de que varios tenistas veteranos continúan siendo competitivos, una nueva generación debe afrontar la difícil tarea de intentar cubrir el hueco dejado por la encabezada por Rafael Nadal. Entre los jugadores masculinos pueden citarse a Pablo Carreño o Alejandro Davidovich, destacando entre todos ellos Carlos Alcaraz, quien se convirtió en el número 1 del ranking ATP más joven de la historia al conquistar su primer Grand Slam en 2022. En cuanto a la modalidad femenina, cabe destacar en los últimos tiempos a Garbiñe Muguruza.
Pese a la importancia histórica de la práctica de este deporte en España, el número de jugadores federados ha bajado considerablemente desde el pico de 127.835 registrado en 1985, de acuerdo con un informe elaborado por el Consejo Superior de Deportes español. Tras un periodo de recuperación en la primera década del siglo XXI, este dato tocó en 2020 su valor más bajo en 40 años (70.151), y pese a una cierta recuperación en 2021, fue superado por el pádel, que contaba ese año con 96.543 licencias.

## Principales jugadores de cada generación
Los jugadores de cada generación que han estado entre los Top 50 en individuales, ordenados por años de nacimiento y mejor ranking, son los siguientes:
(en negrita los top 10)
(En cursiva los número 1)
| Primera generación (1937 - 1948) - Manuel Santana † - Andrés Gimeno † - Juan Gisbert |  | Segunda generación (1949 - 1961) - Manuel Orantes - José Higueras - Fernando Luna |  | Tercera Generación (1962 - 1973) - Sergi Bruguera - Emilio Sánchez - Alberto Berasategui - Juan Aguilera - Carlos Costa - Francisco Clavet - Albert Portas - Jordi Arrese - Javier Sánchez - Sergio Casal - Tomás Carbonell - Jordi Burillo - Álex Calatrava - Juan Albert Viloca |  | Cuarta generación (1974 - 1980) - Carlos Moyá - Juan Carlos Ferrero - Alex Corretja - Albert Costa - Felix Mantilla - Albert Montañés - Fernando Vicente - Julián Alonso - Alberto Martín - Galo Blanco - David Sánchez - Oscar Hernández - Rubén Ramírez Hidalgo |  | Quinta generación (1981 - 1988) - Rafael Nadal - David Ferrer - Tommy Robredo - Fernando Verdasco - Nicolás Almagro - Roberto Bautista - Feliciano López - Albert Ramos - Marcel Granollers - Guillermo García-López - Pablo Andújar - Daniel Gimeno |  | Sexta generación (1989 - 1998) - Pablo Carreño - Bernabé Zapata - Pedro Martínez - Jaume Munar - Roberto Carballés |  | Séptima generación (1999- 2010) - Carlos Alcaraz - Alejandro Davidovich |  |

## Mejores en el ranking ATP
A continuación tenistas españoles que han alcanzado el Top 50 en el ranking ATP en individuales masculinos desde 1973, con la excepción de Manolo Santana, Andrés Gimeno y Juan Gisbert quienes fueron clasificados durante la era amateur, en la década de los 60's.
| Mejor ranking | Nombre                 | Nacimiento | Región                  | Profesional desde | Total de títulos | Títulos de Grand Slam |
| ------------- | ---------------------- | ---------- | ----------------------- | ----------------- | ---------------- | --------------------- |
| N.º 1         | Rafael Nadal           | 1986       | Manacor                 | 2001              | 92               | 22                    |
| N.º 1         | Carlos Alcaraz         | 2003       | Murcia                  | 2018              | 22               | 5                     |
| N.º 1         | Manuel Santana         | 1938       | Madrid                  |                   | 73               | 4                     |
| N.º 1         | Carlos Moyá            | 1976       | Palma                   | 1995              | 20               | 1                     |
| N.º 1         | Juan Carlos Ferrero    | 1980       | Onteniente              | 1995              | 16               | 1                     |
| N.º 2         | Manuel Orantes         | 1949       | Granada                 | 1968              | 33               | 1                     |
| N.º 2         | Álex Corretja          | 1974       | Barcelona               | 1991              | 17               | 0                     |
| N.º 3         | Sergi Bruguera         | 1971       | Barcelona               | 1988              | 14               | 2                     |
| N.º 3         | Andrés Gimeno          | 1937       | Barcelona               |                   | 7                | 1                     |
| N.º 3         | David Ferrer           | 1982       | Jávea                   | 2000              | 27               | 0                     |
| N.º 5         | Tommy Robredo          | 1982       | Hostalrich              | 1998              | 12               | 0                     |
| N.º 6         | Albert Costa           | 1975       | Lérida                  | 1993              | 12               | 1                     |
| N.º 6         | José Higueras          | 1953       | Diezma                  | 1973              | 16               | 0                     |
| N.º 7         | Emilio Sánchez         | 1965       | Madrid                  | 1984              | 15               | 0                     |
| N.º 7         | Alberto Berasategui    | 1973       | Bilbao                  | 1991              | 14               | 0                     |
| N.º 7         | Fernando Verdasco      | 1983       | Madrid                  | 2001              | 7                | 0                     |
| N.º 7         | Juan Aguilera          | 1962       | Barcelona               | 1981              | 5                | 0                     |
| N.º 9         | Nicolás Almagro        | 1985       | Murcia                  | 2003              | 13               | 0                     |
| N.º 9         | Roberto Bautista       | 1988       | Benlloch                | 2006              | 12               | 0                     |
| N.º 10        | Félix Mantilla         | 1974       | Barcelona               | 1993              | 10               | 0                     |
| N.º 10        | Pablo Carreño          | 1991       | Gijón                   | 2009              | 7                | 0                     |
| N.º 10        | Carlos Costa           | 1968       | Barcelona               | 1988              | 6                | 0                     |
| N.º 12        | Feliciano López        | 1981       | Toledo                  | 1997              | 7                | 0                     |
| N.º 14        | Juan Gisbert           | 1942       | Barcelona               | -                 | 1                | 0                     |
| N.º 17        | Albert Ramos           | 1988       | Barcelona               | 2007              | 4                | 0                     |
| N.º 18        | Francisco Clavet       | 1968       | Madrid                  | 1988              | 8                | 0                     |
| N.º 18        | Alejandro Davidovich   | 1999       | Rincón de la Victoria   | 2018              | 0                | 0                     |
| N.º 19        | Marcel Granollers      | 1986       | Barcelona               | 2003              | 4                | 0                     |
| N.º 19        | Albert Portas          | 1973       | Barcelona               | 1994              | 1                | 0                     |
| N.º 22        | Albert Montañés        | 1980       | San Carlos de la Rápita | 1999              | 6                | 0                     |
| N.º 23        | Jordi Arrese           | 1964       | Barcelona               | 1982              | 6                | 0                     |
| N.º 23        | Javier Sánchez         | 1968       | Pamplona                | 1986              | 4                | 0                     |
| N.º 23        | Guillermo García-López | 1983       | La Roda                 | 2002              | 5                | 0                     |
| N.º 29        | Fernando Vicente       | 1977       | Benicarló               | 1996              | 3                | 0                     |
| N.º 30        | Julián Alonso          | 1977       | Canet de Mar            | 1996              | 2                | 0                     |
| N.º 31        | Sergio Casal           | 1962       | Barcelona               | 1981              | 1                | 0                     |
| N.º 32        | Pablo Andújar          | 1986       | Cuenca                  | 2005              | 4                | 0                     |
| N.º 33        | Fernando Luna          | 1958       | Ciudad Real             | 1984              | 0                | 0                     |
| N.º 34        | Alberto Martín         | 1978       | Barcelona               | 1995              | 3                | 0                     |
| N.º 36        | Pedro Martínez         | 1997       | Alcira                  | 2016              | 1                | 0                     |
| N.º 37        | Bernabé Zapata         | 1997       | Valencia                | 2015              | 0                | 0                     |
| N.º 40        | Tomás Carbonell        | 1968       | Barcelona               | 1987              | 2                | 0                     |
| N.º 40        | Galo Blanco            | 1976       | Oviedo                  | 1995              | 1                | 0                     |
| N.º 41        | David Sánchez          | 1978       | Zamora                  | 1997              | 2                | 0                     |
| N.º 43        | Jordi Burillo          | 1972       | Barcelona               | 1991              | 1                | 0                     |
| N.º 44        | Álex Calatrava         | 1973       | Cologne, Alemania       | 1993              | 1                | 0                     |
| N.º 46        | Jaume Munar            | 1997       | Santañí                 | 2014              | 0                | 0                     |
| N.º 47        | Juan Albert Viloca     | 1973       | Barcelona               | 1992              | 0                | 0                     |
| N.º 48        | Óscar Hernández        | 1978       | Barcelona               | 1998              | 0                | 0                     |
| N.º 48        | Daniel Gimeno          | 1985       | Valencia                | 2004              | 0                | 0                     |
| N.º 49        | Roberto Carballés      | 1993       | Tenerife                | 2011              | 2                | 0                     |
| N.º 50        | Rubén Ramírez Hidalgo  | 1978       | Alicante                | 1998              | 0                | 0                     |

## Finalistas en grandes torneos
| Nombre              | Australian Open | Roland Garros | Wimbledon | US Open | ATP World Tour Finals |
| ------------------- | --------------- | ------------- | --------- | ------- | --------------------- |
| Rafael Nadal        | 2 / 6           | 14 / 14       | 2 / 5     | 4 / 5   | 0 / 2                 |
| Carlos Alcaraz      | -               | 2 / 2         | 2 / 2     | 1 / 1   | -                     |
| Manuel Santana      | -               | 2 / 2         | 1 / 1     | 1 / 1   | -                     |
| Sergi Bruguera      | -               | 2 / 3         | -         | -       | -                     |
| Juan Carlos Ferrero | -               | 1 / 2         | -         | 0 / 1   | 0 / 1                 |
| Manuel Orantes      | -               | 0 / 1         | -         | 1 / 1   | 1 / 1                 |
| Carlos Moyá         | 0 / 1           | 1 / 1         | -         | -       | 0 / 1                 |
| Andrés Gimeno       | 0 / 1           | 1 / 1         | -         | -       | -                     |
| Albert Costa        | -               | 1 / 1         | -         | -       | -                     |
| Álex Corretja       | -               | 0 / 2         | -         | -       | 1 / 1                 |
| David Ferrer        | -               | 0 / 1         | -         | -       | 0 / 1                 |
| Juan Gisbert        | 0 / 1           | -             | -         | -       | -                     |
| Alberto Berasategui | -               | 0 / 1         | -         | -       | -                     |

## Tenista N°1 de España en el ranking ATP al finalizar la temporada
| Temp. | Jugador        | Rank. |
| ----- | -------------- | ----- |
| 1970  | Manolo Santana | 13°   |
| 1971  | Andrés Gimeno  | 17°   |
| 1972  | Manuel Orantes | 8°    |
| 1973  | Manuel Orantes | 7°    |
| 1974  | Manuel Orantes | 11°   |
| 1975  | Manuel Orantes | 5°    |
| 1976  | Manuel Orantes | 4°    |
| 1977  | Manuel Orantes | 7°    |
| 1978  | Manuel Orantes | 12°   |
| 1979  | José Higueras  | 9°    |

| Temp. | Jugador        | Rank. |
| ----- | -------------- | ----- |
| 1980  | José Higueras  | 29°   |
| 1981  | José Higueras  | 35°   |
| 1982  | José Higueras  | 11°   |
| 1983  | José Higueras  | 7°    |
| 1984  | Juan Aguilera  | 19°   |
| 1985  | Sergio Casal   | 38°   |
| 1986  | Emilio Sánchez | 16°   |
| 1987  | Emilio Sánchez | 17°   |
| 1988  | Emilio Sánchez | 17°   |
| 1989  | Emilio Sánchez | 19°   |

| Temp. | Jugador        | Rank. |
| ----- | -------------- | ----- |
| 1990  | Emilio Sánchez | 8°    |
| 1991  | Sergi Bruguera | 11°   |
| 1992  | Carlos Costa   | 14°   |
| 1993  | Sergi Bruguera | 4°    |
| 1994  | Sergi Bruguera | 4°    |
| 1995  | Sergi Bruguera | 13°   |
| 1996  | Albert Costa   | 13°   |
| 1997  | Carlos Moyá    | 7°    |
| 1998  | Álex Corretja  | 3°    |
| 1999  | Albert Costa   | 18°   |

| Temp. | Jugador             | Rank. |
| ----- | ------------------- | ----- |
| 2000  | Álex Corretja       | 8°    |
| 2001  | Juan Carlos Ferrero | 5°    |
| 2002  | Juan Carlos Ferrero | 4°    |
| 2003  | Juan Carlos Ferrero | 2°    |
| 2004  | Carlos Moyá         | 5°    |
| 2005  | Rafael Nadal        | 2°    |
| 2006  | Rafael Nadal        | 2°    |
| 2007  | Rafael Nadal        | 2°    |
| 2008  | Rafael Nadal        | 1°    |
| 2009  | Rafael Nadal        | 2°    |

| Temp. | Jugador      | Rank. |
| ----- | ------------ | ----- |
| 2010  | Rafael Nadal | 1°    |
| 2011  | Rafael Nadal | 2°    |
| 2012  | Rafael Nadal | 4°    |
| 2013  | Rafael Nadal | 1°    |
| 2014  | Rafael Nadal | 3°    |
| 2015  | Rafael Nadal | 5°    |
| 2016  | Rafael Nadal | 9°    |
| 2017  | Rafael Nadal | 1°    |
| 2018  | Rafael Nadal | 2°    |
| 2019  | Rafael Nadal | 1°    |

| Temp. | Jugador        | Rank. |
| ----- | -------------- | ----- |
| 2020  | Rafael Nadal   | 2°    |
| 2021  | Rafael Nadal   | 6°    |
| 2022  | Carlos Alcaraz | 1°    |
| 2023  | Carlos Alcaraz | 2°    |
| 2024  | Carlos Alcaraz | 3°    |

## Tenistas con más victorias en el ATP World Tour
Tenistas españoles con más de 300 victorias oficiales en el ATP World Tour. 18 de noviembre de 2024
| P   | Jugador             | Victorias | Derrotas | Enfrentamientos | Rendimiento |
| --- | ------------------- | --------- | -------- | --------------- | ----------- |
| 1.  | Rafael Nadal        | 1080      | 228      | 1308            | 82,6%       |
| 2.  | David Ferrer        | 734       | 377      | 1111            | 66,1%       |
| 3.  | Manuel Orantes      | 722       | 292      | 1014            | 71,2%       |
| 4.  | Carlos Moyá         | 575       | 320      | 895             | 64,2%       |
| 5.  | Fernando Verdasco   | 559       | 447      | 1006            | 55,6%       |
| 6.  | Tommy Robredo       | 533       | 358      | 891             | 59,8%       |
| 7.  | Feliciano López     | 506       | 490      | 996             | 50,8%       |
| 8.  | Juan Carlos Ferrero | 479       | 262      | 741             | 64,6%       |
| 9.  | José Higueras       | 455       | 244      | 696             | 65,9%       |
| 10. | Sergi Bruguera      | 447       | 271      | 718             | 62,3%       |
| 11. | Álex Corretja       | 438       | 281      | 719             | 60,9%       |
| 12. | Emilio Sánchez      | 431       | 291      | 722             | 59,7%       |
| 13. | Roberto Bautista    | 417       | 267      | 684             | 61%         |
| 14. | Nicolás Almagro     | 397       | 277      | 674             | 58,9%       |
| 15. | Francisco Clavet    | 388       | 340      | 728             | 53,3%       |
| 16. | Albert Costa        | 385       | 273      | 658             | 58,5%       |
| 17. | Javier Sánchez      | 327       | 335      | 662             | 49,4%       |
| 18. | Félix Mantilla      | 313       | 218      | 531             | 58,9%       |

### Top 10 tenistas activos
A 18 de junio de 2025
| P   | Jugador              | Victorias |
| --- | -------------------- | --------- |
| 1.  | Roberto Bautista     | 424       |
| 2.  | Albert Ramos         | 281       |
| 3.  | Pablo Carreño        | 280       |
| 4.  | Carlos Alcaraz       | 246       |
| 5.  | Alejandro Davidovich | 137       |
| 6.  | Roberto Carballés    | 127       |
| 7.  | Jaume Munar          | 104       |
| 8.  | Pedro Martinez       | 68        |
| 9.  | Bernabé Zapata       | 35        |
| 10. | Carlos Taberner      | 14        |

## Temporadas como Top 10 y Top 25 (desde 1973)
Hasta el fin de 2024
| P   | Jugador             | Top10 | Años                 |
| --- | ------------------- | ----- | -------------------- |
| 1.  | Rafael Nadal        | 18    | 2005-2022            |
| 2.  | David Ferrer        | 7     | 2007, 2010-2015      |
| 3.  | Carlos Moyá         | 5     | 1997-1998, 2002-2004 |
| 4.  | Manuel Orantes      | 4     | 1973, 1975-1977      |
| 5.  | Sergi Bruguera      | 3     | 1993-1994, 1997      |
| 5.  | Juan Carlos Ferrero | 3     | 2001-2003            |
| 5.  | Carlos Alcaraz      | 3     | 2022-2024            |
| 7.  | José Higueras       | 2     | 1979, 1983           |
| 7.  | Álex Corretja       | 2     | 1998, 2000           |
| 7.  | Tommy Robredo       | 2     | 2006-2007            |
| 7.  | Fernando Verdasco   | 2     | 2009-2010            |
| 12. | Emilio Sánchez      | 1     | 1990                 |
| 12. | Alberto Berasategui | 1     | 1994                 |
| 12. | Albert Costa        | 1     | 2002                 |
| 12. | Nicolás Almagro     | 1     | 2011                 |
| 12. | Pablo Carreño       | 1     | 2017                 |
| 12. | Roberto Bautista    | 1     | 2019                 |

| P   | Jugador             | Top25 |
| --- | ------------------- | ----- |
| 1.  | Rafael Nadal        | 18    |
| 2.  | David Ferrer        | 12    |
| 3.  | Tommy Robredo       | 9     |
| 3.  | Roberto Bautista    | 9     |
| 5.  | Carlos Moyá         | 8     |
| 5.  | Juan Carlos Ferrero | 8     |
| 7.  | Manuel Orantes      | 7     |
| 7.  | Álex Corretja       | 7     |
| 7.  | Emilio Sánchez      | 7     |
| 7.  | Albert Costa        | 7     |
| 11. | Sergi Bruguera      | 6     |
| 12. | José Higueras       | 5     |
| 12. | Fernando Verdasco   | 5     |
| 12. | Nicolás Almagro     | 5     |
| 12. | Pablo Carreño       | 5     |

## Mejor participación en los torneos de Grand Slam
- Notas: Los jugadores representaban a España durante el torneo. En dobles es considerado al menos un(a) español(a). Actualizado hasta junio de 2025.

| Categoría            | Australian Open                 | Roland Garros | Wimbledon                              | US Open                                           |
| -------------------- | ------------------------------- | --- | -------------------------------------- | ------------------------------------------------- |
| Individual masculino | Ganado (2009, 2022)             | Ganado (1961, 1964, 1972, 1993, 1994, 1998, 2003, 2005, 2006, 2007, 2008, 2010-2014, 2017, 2018, 2019, 2020, 2022, 2024, 2025) | Ganado (1966, 2008, 2010, 2023), 2024) | Ganado (1965, 1975, 2010, 2013, 2017, 2019, 2022) |
| Individual femenino  | Final (1994, 1995, 1998, 2020)  | Ganado (1989, 1994, 2016) | Ganado (1994, 2017)                    | Ganado (1994)                                     |
| Dobles masculino     | Semifinales (2013, 2016, 2022)  | Ganado (1963, 1988, 1990, 2016, 2025)                                                                                          | Final (1923, 1987, 2021, 2023)         | Ganado (1988)                                     |
| Dobles femenino      | Ganado (1992, 1995, 1996, 2004) | Ganado (1929, 2001, 2002, 2004, 2005, 2008, 2009)                                                                              | Ganado (1995)                          | Ganado (1993, 1994, 2002, 2003, 2004)             |
| Dobles mixto         | Ganado (1993)                   | Ganado (1987, 1990, 1992, 2001)                                                                                                | Ganado (1932)                          | Ganado (1935, 1986, 1987, 2000)                   |

## Más participaciones en torneos de Grand Slam

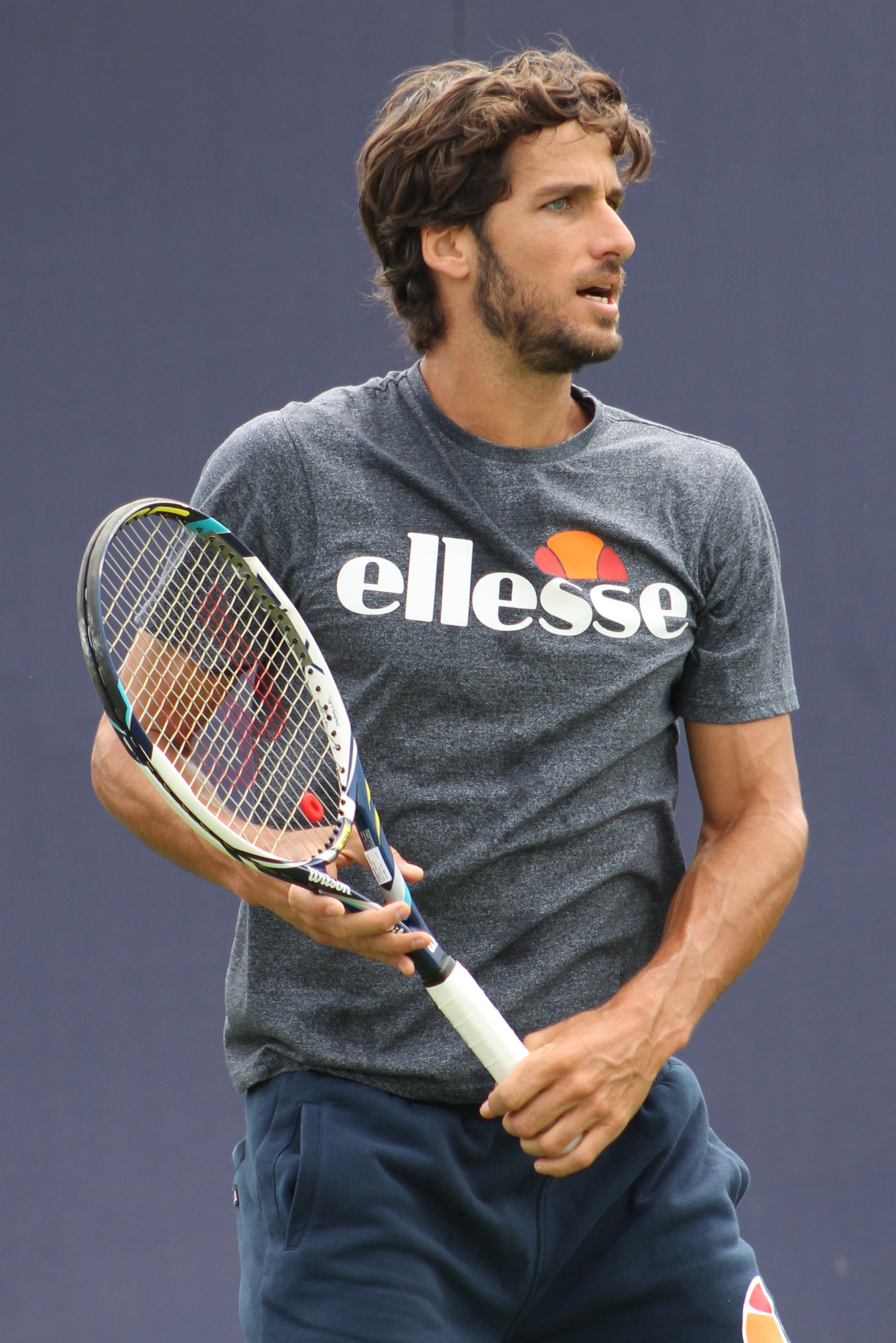
Feliciano López es el tenista con más participaciones en torneos de Grand Slam de la historia (81), igualado con Roger Federer, y el primero en participaciones consecutivas (79).

A continuación los tenistas españoles con más de 40 participaciones en individuales de torneos de Grand Slam. (Actualizado hasta Wimbledon 2025)
| P   | Jugador                | Participaciones | Mejor Resultado    |
| --- | ---------------------- | --------------- | ------------------ |
| 1.  | Feliciano López        | 81              | 4 cuartos de final |
| 2.  | Fernando Verdasco      | 71              | 1 semifinal        |
| 3.  | Rafael Nadal           | 68              | 22 títulos         |
| 4.  | David Ferrer           | 63              | 1 final            |
| 5.  | Tommy Robredo          | 58              | 7 cuartos de final |
| 6.  | Guillermo García-López | 57              | 2 octavos de final |
| 7.  | Albert Montañés        | 53              | 2 octavos de final |
| 8.  | Albert Ramos           | 51              | 1 cuartos de final |
| 9.  | Roberto Bautista       | 48              | 1 semifinal        |
| 10. | Nicolás Almagro        | 48              | 4 cuartos de final |
| 11. | Carlos Moyá            | 47              | 1 título           |
| 12. | Juan Carlos Ferrero    | 45              | 1 título           |
| 13. | Marcel Granollers      | 44              | 4 octavos de final |
| 14. | Francisco Clavet       | 43              | 4 octavos de final |
| 15. | Javier Sánchez         | 42              | 2 cuartos de final |
| 16. | Pablo Andújar          | 41              | 2 tercera ronda    |

## Galería de tenistas destacados
Tenistas top 10, o con algún récord especial.
|                 |
| Manolo Santana. |

|                 |
| Manuel Orantes. |

|                |
| Andrés Gimeno. |

|                |
| José Higueras. |

|                 |
| Emilio Sánchez. |

|                |
| Álex Corretja. |

|                 |
| Félix Mantilla. |

|               |
| Albert Costa. |

|              |
| Carlos Moyá. |

|                      |
| Juan Carlos Ferrero. |

|                  |
| Feliciano López. |

|               |
| David Ferrer. |

|                |
| Tommy Robredo. |

|                    |
| Fernando Verdasco. |

|                  |
| Nicolás Almagro. |

|                    |
| Marcel Granollers. |

|               |
| Rafael Nadal. |

|                   |
| Roberto Bautista. |

|                |
| Pablo Carreño. |

|                 |
| Carlos Alcaraz. |

## Torneos ATP disputados en España
- ATP Tour Masters 1000:
  - Masters de Madrid
- ATP Tour 500:
  - Torneo Conde de Godó
- ATP Tour 250
  - Torneo de Mallorca
  - Torneo de Gijón

Otros torneos del ATP Tour que han dejado de celebrarse fueron el Torneo de Valencia y el Torneo de Zaragoza.

## Torneos WTA disputados en España
- WTA 1000
  - Masters de Madrid
- WTA 500
  - Torneo Conde de Godó
- WTA 250:
  - Torneo de Tenerife
- WTA 125s:
  - Marbella Tennis Open

Otros torneos del WTA Tour que han dejado de celebrarse fueron el Torneo WTA de Barcelona y el Torneo WTA de Marbella.